# Classificateurs en chinois
En langue chinoise, les classificateurs (chinois traditionnel : 量詞 ; chinois simplifié : 量词 ; pinyin : liàngcí ; cantonais (Yale) : leung6 chi4) sont utilisés pour dénombrer ou désigner des objets, des notions abstraites ou le nombre d'occurrences d'une action. Quand il s'agit de dénombrer, le terme de mots de mesure est aussi utilisé.

## Comparaison avec le français
Le français possède également des classificateurs, mais ils sont généralement considérés comme facultatifs et n'apportant que des détails complémentaires. Avec quelques exemples on peut cependant mieux approcher la notion de classificateur en chinois ; en français, on dira :
- « deux douzaines d'huîtres » ;
- « une paire de lunettes » ;
- « un vol d'oiseaux » ;
- « un verre de vin ».

Ici, les mots douzaine, paire et vol sont des classificateurs la plupart du temps utilisés avec des noms précis :
- la douzaine est spécifiquement culinaire (huîtres, escargots, œufs) ;
- paire indique ici concrètement un seul objet physique (composé de deux lunettes) ;
- vol renvoie plutôt à la chasse ou à l'ornithologie, avec une quantité conventionnelle moyenne d'individus ;
- dans un verre de vin, ce qui compte ce n'est pas le verre lui-même, mais sa contenance, c'est-à-dire la quantité de vin qu'il contient conventionnellement (20 cl, par exemple).

Mais en français ces classificateurs sont des cas relativement isolés au sein de l'ensemble des noms communs. Ce n'est pas le cas en chinois où l'usage des classificateurs est obligatoire quand il faut désigner ou dénombrer des entités.
Ainsi, avec ces relativement rares cas en français, on peut trouver une correspondance avec le chinois : un vol d'oiseaux se dit « 一群鳥 » (一群鸟 yī qún niǎo), littéralement « un-groupe-oiseau ».
Par contre « un oiseau » doit être traduit « 一隻鳥 » (一只鸟 yī zhī niǎo), ce qui correspond à « un-spécimen-oiseau ». Il ne faut surtout pas dire « 一鳥 » (一鸟 yī niǎo).
De même, « cet oiseau » doit se dire « 这隻鳥 » (这只鸟 zhè zhī niǎo), il ne faut surtout pas dire « 这鳥 » (这鸟 zhè niǎo).

## Catégories de classificateurs
Eileen C. M. Wong de l'université de Hong-Kong, et Hui Li de Macquarie University ont réalisé en septembre 2015 une conférence intitulée the classification of Chinese classifier in Cantonese and Mandarin, remettent en question les fonctions jusque là attribuées aux classificateurs, à savoir celle de catégorisation sémantique, reposant sur les fonctions de catégorisation 范畴化 (fánchòuhuà) et d‘individualisation 个体化 (gètǐhuà), qui caractérisent la définition du nom. La traduction du terme doit correspondre en anglais à « classificateur chinois » afin d'éviter les confusions avec les langues autrement structurées. L'usage des termes «mots de mesure» 单位词 (dānwèicí) est ici préférée.
Sont distingués les classificateurs nominaux 名量词 (míngliàngcí) qui ont pour fonction d'indiquer la quantité et les classificateurs verbaux 动量词 (dòngliàngcí)qui ont pour fonction d'indiquer la fréquence. Il faut mettre en garde contre la confusion avec certains noms pouvant être eux-mêmes déterminés par des adjectifs (comme dans la phrase 重五近 zhòng wǔ jìn) et des termes de durée n'exprimant pas la fréquence (comme dans la phrase 走了五天 zǒu le wǔ tiān).
Les classificateurs indéfinis 些 (xiē) et 点 (diǎn) peuvent être employés en tant que complément adjectivaux et dans ce cas ils n'expriment ni la quantité ni la fréquence, comme dans la phrase 高一点 (gāo yī diǎn)。

### Classificateurs nominaux（名量词 míngliàngcí）

#### Classificateurs individuels (个体量词 gètǐ liàngcí）
Les classificateurs individuels désignent la quantité d'un objet défini. 个 (gè) est considéré comme classificateur général 通用量词 (tōngyòng liángcí).
Exemple : 一匹马 (yī pī mǎ)。

#### Classificateurs collectifs（集合量词 jíhé liàngcí）
Les classificateurs collectifs désignent une quantité s'appliquant à un objet ou un groupe d'objets indénombrables.
Exemple : 一批货 (yī pī huò)。

#### Classificateurs de mesure（度量衡量词 dùliànghéng liàngcí）
Les classificateurs de mesure s'appliquent particulièrement aux unités du système métrique (voir unité de mesure chinoise).
La recherche moderne sur les classificateurs chinois distingue entre les classificateurs d'unités de mesure du marché 市制单位量词 (shìzhì dānwèi liàngcí), les classificateurs d'unités de mesure du système métrique 公制单位量词 (gōngzhì dānwèi liàngcí), les classificateurs d'unités de mesure venus de l'étranger 外来单位量词 (wàilái dānwèi liàngcí) et les classificateurs d'unités de mesure anciennes 古代单位量词 (gùdài dānwèi liàngcí).
Exemple : 一斤肉 (yī jīn ròu)。

#### Classificateurs indéfinis (不定量词 bùdìng liàngcí）
Les classificateurs indéfinis désignent des quantités qu'il est impossible d'expliciter ou de dénombrer.
Exemple : 一些人 (yī xiē rén)。

#### Classificateurs temporaires de nom（借用量词 jièyòng liàngcí）
Les classificateurs temporaires de nom servent à désigner des actions se déroulant dans une situation temporaire donnée.
Exemple : 一头汗 (yī tóu hàn)。

### Classificateurs verbaux（动量词 dòngliàngcí）
Les classificateurs verbaux ne doivent pas être confondus avec des adjectifs. Par exemple, dans la phrase 去了一趟北京 (qù le yī tāng běijīng), 趟 (tāng) ne sert pas à qualifier le nom 北京 (běijīng), mais à exprimer la fréquence du verbe précédent 去 (qù)。

#### Classificateurs verbaux spécifiques（专用动量词 zhuānyòng dòngliàngcí）
Les classificateurs verbaux spécifiquent déterminent l'action exprimée par un verbe en tant que potentiellement répétée. Un nom peut suivre mais peut aussi être omis.
Exemple : 叫一声（哥哥）(jiào yī shēng gège)。

#### Classificateurs verbaux temporaires（借用动量词 jièyòng dòngliàngcí）
Les classificateurs verbaux temporaires ont pour fonction de préciser la fréquence d'actions exercées dans un cadre temporaire.
Exemple : 踢两脚 (tī liǎng jiǎo)。

#### Classificateurs de verbes apparentés（同源动量词 tóngyuǎn dòngliàngcí）
Les classificateurs de verbes apparentés expriment la fréquence limitée de l'action exprimée par le verbe précédent.
Exemple : 看一看 (kàn yī kàn)。

### Confusions possibles
Des numéraux tels que 一 peuvent être considérés comme classificateurs verbaux dès lors qu'ils expriment une fréquence s'appliquant au verbe précédent, comme dans la phrase 救了我一命 (jiù le wǒ yī míng)。
Il est possible de constater le chevauchement entre les catégories de classificateurs nomimaux et les catégories de classificateurs verbaux, comme dans le cas de 把 (bǎ) : dans la phrase, 一把刀 (yī bǎ dāo) il est question de donner une information sur la quantité, alors que dans la phrase 拉他一把 (lā tā yī bǎ) il est question de déterminer la fréquence d'une action.
Le classificateur général 个 peut être confondu avec l'usage de 个 en tant que particule structurale déterminant un nom, comme dans une structure telle que 等个两天 (děng gè liǎng tiān)。

## Usage des classificateurs chinois

### Syntaxe
En chinois, les classificateurs sont utilisés :
1. entre un nombre (adjectif numéral) et un nom pour quantifier ;
2. entre « celui-ci » (这 zhè), « celui-là » (那 nà) ou « chaque » (每 měi) et un nom pour désigner ;
3. entre « lequel » (哪 nǎ) ou « combien » (几 jǐ, 多少 duōshǎo) et un nom pour interroger ;
4. après un verbe pour indiquer le nombre de fois que l'action représentée par le verbe est réalisée (avec éventuellement une nuance sur la manière dont l'action est réalisée).

Dans les trois premiers cas, on parle de classificateur nominal, dans le dernier, de classificateur verbal.
Dans les quatre cas présentés ci-dessus, il faut normalement toujours utiliser un classificateur, et de préférence un qui soit d'usage approprié avec le mot.

### Catégorie particulière: les classificateurs nominaux «unités»
Il y a des exceptions (qui confirment la règle) à la syntaxe présentée ci-dessus pour certains mots chinois représentant des objets ou des notions mais étant eux-mêmes directement des classificateurs. Dans ce cas, ils s'utilisent directement sans autre classificateur : pour « une journée », il faut dire « 一天 » (yī tiān) et surtout pas « 一个天 » (yī gè tiān) !
Dans cette catégorie, il y a surtout des mots d'unités de mesure scientifique mais pas seulement : on peut retrouver par exemple « 户 (hù) » qui sert à dénombrer les foyers (au sens de maisons).
Il faut aussi faire attention a contrario aux mots qui apparaissent comme des unités de mesure en français, mais qui ne sont pas des classificateurs en chinois : pour « une semaine », il faut dire « 一个星期 (yī gè xīngqī) », et pas « 一星期 » (yī xīngqī).
De plus, dans certains cas bien particuliers deux formes sont possibles : pour dire la semaine dernière on peut dire indifféremment 上个星期 (shàng gè xīngqī) ou 上星期 (shàng xīngqī). On retrouve le même phénomène avec le mois 月 yuè. Pour s'aider on peut se dire que la forme avec classificateur est la forme originelle (puisqu'on dit 一个星期), et que l'usage a rendu le classificateur 个 optionnel.
Dans le cas du numéral « 一 » (yī), il peut être optionnel avec certains verbes, dans des structures telles que : « verbe + (一) + classificateur [ + nom ] ».
Enfin, certaines expressions particulières ne suivent aucune de ces règles. Il y a notamment certaines expressions avec 哪 nǎ (quel, lequel, où, comment) où il n'y a pas de classificateur :
A: 你是哪国人？ nǐ shì nǎ guórén ? - de quel pays es-tu ? (littéralement : Tu es une personne de quel pays ?)
B: 我是法国人。 wŏ shì fǎguórén - Je suis français.

### Usage particulier: redoublement du classificateur
Dans certains cas, il existe un usage particulier où le classificateur est redoublé, avec ou sans un numéral.
Différents cas sont possibles :
1. Redoublement du classificateur (le numéral est absent, ou n'est pas redoublé) : « 条条鱼都好大! » (« tiáo tiáo yú dōu hǎo dà » : « Tous les poissons sont vraiment gros ! »). Cela correspond à dire « tous les X… » ou « pour chaque X… ». Cet usage n'est possible que si le groupe nominal ainsi formé est sujet de la phrase, et 都 (dōu : tout, tous, chaque) est alors quasiment toujours utilisé après ce groupe nominal ;
2. Certains mots de mesure de temps : « 我天天去公园看报 » (« wŏ tiān tiān qù gōngyuán kàn bào » : Je vais tous les jours au parc lire le journal) ;
3. Redoublement du couple « numéral + classificateur » : Cela correspond à dire « l'un après l'autre » ou à appliquer successivement une action ou une propriété à chaque élément.

Pour ce dernier cas, il y a plusieurs formes :
- déterminant d'un nom (avec 的) :
  - [numéral + class.] + [numéral + class.] + 的 + nom

Exemple : « 这条大路是一家一家的饭馆 » : « Le long de cette route, des restaurants se succèdent les uns après les autres ».
- complément de manière d'un verbe (avec 地) :
  - nom (thème), [numéral + class.] + [numéral + class.] + 地 + verbe…

Exemple : 这些小说，我一本一本地都买了 ： Ces romans, je les ai tous achetés (l'un après l'autre).
ou bien :
- - [numéral + class. + nom] + [numéral + class. + nom] + 地 + verbe…

Exemple : 我一个单词一个单词地学习这个句子 : J'étudie cette phrase mot après mot.

### Classificateur générique 个
Si un classificateur approprié n'est pas connu, on peut généralement utiliser par défaut le classificateur générique 個 (个, gè, mais fréquemment prononcé sans ton : ge).
Cependant s'abstenir d'apprendre les classificateurs pour utiliser tout le temps 个 est déconseillé, car c'est un peu comme ne pas apprendre le genre des mots en français. L'association entre les mots et les classificateurs en Chinois ne s'explique pas simplement, voire pas du tout ; comme on peut se demander en français : pourquoi une chaise et un tabouret ?
Néanmoins, on peut souvent noter qu'une idée sous-jacente permet de faciliter la mémorisation des classificateurs : une similitude de forme des objets, une même manière de manipuler physiquement les objets, l'appartenance à un même champ lexical ou la présence d'un même idéophonogramme dans les caractères des noms, permettent de dessiner une certaine logique pour nombre de classificateurs.

### Usage variable
Pour un même mot, plusieurs classificateurs sont possibles suivant le sens ou la nuance que l'on donne à l'objet ou la notion représentée.
De plus certains classificateurs sont d'usage général (leur usage ne se limite pas à un nombre restreint de noms), car ils expriment une notion ou une nuance précise : par exemple 种 zhǒng signifie « genre, sorte, variété de » (这种茶 zhè zhǒng chá : ce genre de thé). Ces classificateurs « généraux » se rajoutent aux classificateurs dédiés pour chaque mot.
L'usage des classificateurs dépend aussi beaucoup des préférences personnelles, des dialectes ou des régions. Par exemple, certaines personnes utilisent 三部車 (三部车 sān bù chē) et d'autres 三台車 (三台车 sān tái chē) pour dire « trois véhicules ». D'autres encore utilisent 三輛車 (三辆车 sān liàng chē) ou encore 三架車 (三架车 sān jià chē) en cantonais, ces classificateurs renvoient cependant tous à la même signification et sont utilisés dans les mêmes circonstances.

## Usage pragmatique des classificateurs
Arhens, en 1994, postule que l'usage des classificateurs en mandarin moderne est motivé sémantiquement, mais pas complètement prévisible. Ainsi, il n'est pas rare qu'un même classificateur soit utilisé pour un ensemble d'entités nominales qui ne possèdent pas de traits caractéristiques. Voir par exemple :
一部小说 un roman
一部电影 un film
一部轿车 une voiture
一部电话 un téléphone
Il spécifie aussi que la plupart des locuteurs se souviennent du classificateur correspondant à chaque nom, mais dans le discours n'utiliseront pas systématiquement ce classificateur.
Le choix d'un classificateur par rapport à un autre dépendra ainsi non pas seulement des qualités intrinsèque de l'objet désigné mais aussi du contexte social dans lequel le discours est formulé. Il existe plusieurs classificateurs pouvant servir à désigner une peinture, allant d'une peinture banale à une œuvre exquise dans un contexte formel.
一张画 une peinture
一部画 une peinture
一幀画 une peinture
De manière générale, le caractère formel du style décroît dès lors que le nombre d'objets comptés par ce classificateur s'accroît.
Les groupes nominaux qui intègrent une proposition relative sont susceptibles d'utiliser un classificateur dans la première partie du groupe nominal, alors que les groupes nominaux qui ne sont pas divisés par une proposition relative le sont moins, comme le montre l'exemple suivant :
那个[Ø 早 在 门后等着的]中年人 很 失望。Cet homme d'âge moyen qui a attendu longtemps derrière la porte est très déçu.
[Ø 早 在 门后 等着 的]中年人 很 失望。Cet homme d'âge moyen qui a attendu longtemps derrière la porte est très déçu.
Ceci est dû au fait que la lecture des groupes nominaux non séparés est une tâche moins contraignante d'un point de vue cognitif : le classificateur a ici la fonction de signaler l'unité grammaticale du groupe nominal en question.

## Présentation des tableaux de cet article
Certains classificateurs renvoient réellement à des unités scientifiques (internationales ou chinoises), tels que le kilomètre. Ils sont présentés ici en premier, puis sont listés les classificateurs nominaux plus abstraits (les plus nombreux) et finalement les classificateurs verbaux.
Dans les tableaux de cet article, la signification des colonnes est la suivante :
1. la première colonne Trad. donne le caractère chinois traditionnel du classificateur ;
2. la seconde colonne Simp. donne la version du caractère en chinois simplifié s'il y a lieu ;
3. la troisième colonne Pinyin donne la prononciation en Hanyu Pinyin ;
4. la quatrième colonne Cantonais donne la prononciation en romanisation cantonaise (Yale) ;
5. la cinquième colonne donne l'usage du classificateur, et contient :
  - les mots ou notions avec lesquels le classificateur s'associe,
  - quand il y a lieu, la ou les signification(s) littérale(s) du classificateur, entourée(s) par des guillemets (« »),
  - des exemples, avec des caractères en chinois simplifié et la prononciation en Pinyin,
  - des remarques éventuelles de variation d'usage,
  - Dans le tableau des classificateurs nominaux plus abstraits, la mention <seul> est indiquée pour les classificateurs nominaux qui s'utilisent seuls, c'est-à-dire qu'ils sont comme les unités, sans être une unité scientifique usuelle (comme « 户 (hù) » vu au paragraphe des classificateurs nominaux « unités »).

## Classificateurs nominaux

### Unités scientifiques

#### Durée
| Trad. | Simp. | Pinyin   | Cantonais        | Usage principal |
| ----- | ----- | -------- | ---------------- | --- |
| 秒    |       | miǎo     | miu5             | « seconde » |
| 分    |       | fēn      | fan1             | « minute » |
| 刻钟  |       | kèzhōng  | hak1/haak1 jung1 | « quart d'heure », « 15 minutes » (durée). Voir exemple ci-dessous. |
| 刻    |       | kè       | hak1/haak1       | « quart d'heure », « 15 minutes », en durée (plutôt répandu, principalement en certains dialectes, tel celui de Shanghaï). 刻 est également utilisé pour la datation. - Exemples en durée (pendant…) : 45 minutes = 三刻钟, ou dans certains dialectes 三刻. - Exemples en datation (à…) : 6h15 = 六点一刻 ; 6h45 = 六点三刻 (ou « 7 heures moins le quart » : 七点差一刻 ou 差一刻七点). Anciennement, 1 刻 valait 14,4 minutes, par division de 24 heures par 100. |
| 小時  | 小时  | xiǎoshí  | siu2 si4         | « heure » |
| 鐘頭  | 钟头  | zhōngtóu | jung1 tau4       | « heure » (synonyme de 小时, mais plus utilisé en langue parlée). |
| 鐘    | 钟    | zhōng    | jung1            | « heure » (Chine méridionale) |
| 時辰  | 时辰  | shíchén  | si4 san4         | « 2 heures », ancien. Dans l'ancienne Chine, la journée de 24 heures était décomposée en 12 périodes de 2 heures chacune. La première heure double d'une journée commence à 23 heures (et dure donc jusqu'à 1 h). |
| 天    |       | tiān     | tin1             | « jour » |
| 日    |       | rì       | yat6             | « jour » |
| 年    |       | nián     | nin4             | « année » |
| 載    | 载    | zǎi      | joi2 joi3        | « année » |
| 世紀  | 世纪  | shìjì    | sai3 gei2        | « siècle » |

#### Poids et masse
| Trad. | Simp. | Pinyin   | Cantonais        | Usage principal               |
| ----- | ----- | -------- | ---------------- | ----------------------------- |
| 克    |       | kè       | hak1 haak1       | « gramme »                    |
| 市兩  | 市两  | shìliǎng | si5 loeng5       | « 50 grammes »                |
| 斤    |       | jīn      | gan1             | « livre », « 1/2 kilogramme » |
| 公斤  |       | gōngjīn  | gung1 gan1       | « kilogramme »                |
| 千克  |       | qiānkè   | chin1 hak1/haak1 | « kilogramme »                |
| 噸    | 吨    | dūn      | deun1            | « tonne »                     |

#### Longueur et distance
| Trad.    | Simp.    | Pinyin        | Cantonais            | Usage principal                |
| -------- | -------- | ------------- | -------------------- | ------------------------------ |
| 公分     |          | gōngfēn       | gung1 fan1           | « centimètre » (moins courant) |
| 厘米     |          | límǐ          | lei4 mai5            | « centimètre »                 |
| 寸       |          | cùn           | chyun3               | « Pouce chinois »              |
| 吋       |          | cùn           | chyun3               | « Pouce britannique »          |
| 尺       |          | chǐ           | che2/chek3           | « Pied chinois »               |
| 呎       |          | chǐ           | chek3                | « Pied britannique »           |
| 英尺     |          | yīngchǐ       | ying1 chek3          | « Pied britannique »           |
| 公尺     |          | gōngchǐ       | gung1 chek3          | « mètre »                      |
| 米       |          | mǐ            | mai5                 | « mètre » (technique)          |
| 里       |          | lǐ            | lei5                 | « lǐ », environ 1/3 de mile    |
| 哩       |          | lǐ            | le1/lei5/li1         | Mile Britannique               |
| 英里     |          | yīnglǐ        | ying1 lei5           | Mile britannique               |
| 公里     |          | gōnglǐ        | gung1 lei5           | « kilomètre »                  |
| 天文單位 | 天文单位 | tiānwéndānwèi | tin1 man4 daan1 wai2 | « unité astronomique »         |
| 光年     |          | guāngnián     | gwong1 nin4          | « année-lumière »              |
| 秒差距   |          | miǎochājù     | miu5 cha1 geui6      | « parsec »                     |

#### Monétaire
| Trad.       | Simp. | Pinyin | Cantonais | Usage principal |
| ----------- | ----- | ------ | --------- | --- |
| Monétaire : |       |        |           | |
| 圓          | 元    | yuán   | yun4      | « yuán », « ¥ » (unité monétaire principale) (Les deux formes peuvent être utilisées dans un texte en Chinois traditionnel) |
| 塊          | 块    | kuài   | faai3     | « yuán », « ¥ » (un terme utilisé en langue parlée seulement, un peu comme « t'as pas 20 balles ? »)                        |
| 角          | 角    | jiāo   | gok3/luk6 | décimes de yuán (10 centimes) (Les deux formes peuvent être utilisées dans un texte en Chinois traditionnel)                |
| 毫          | 毛    | máo    | hou4      | décimes de yuán (parlé seulement) (Les deux formes peuvent être utilisées dans un texte en Chinois traditionnel)            |
| 分          |       | fēn    | fan1/fan6 | « centime » |

### Classificateurs plus abstraits
Les classificateurs sont présentés ici en chapitres suivant l'ordre lexicographique du pinyin.

#### A-B
| Trad. | Simp. | Pinyin | Cantonais   | Usage principal |
| ----- | ----- | ------ | ----------- | --- |
| 把    |       | bǎ     | ba2         | - objets qui peuvent être tenus par une main qui se referme sur une partie de l'objet (一把刀 yī bǎ dāo : un couteau, 一把叉子 yī bǎ chāzi : une fourchette, 一把勺子 yī bǎ sháozi : une cuillère, 一把茶壶 yī bǎ cháhú : une théière, 一把雨伞 yī bǎ yǔsǎn : un parapluie, 一把钥匙 yī bǎ yàoshi : une clé, 一把锤子 yī bǎ chuízi : un marteau, 一把尺子 yī bǎ chǐzi : une règle d'écolier…), également objets pour s'asseoir ; imaginez que vous prenez une chaise par le dossier (一把椅子 yī bǎ yǐzi : une chaise). - ou aussi « bouquet » (一把花儿 yī bǎ huār : un bouquet de fleurs), ou « poignée de » (一把米饭 yī bǎ mǐfàn : une poignée de riz, 两把头发 liǎng bǎ tóufa : deux poignées de cheveux) ; également sous la forme « 把儿 » bǎr, indique un « bouquet », « paquet », « fagot », d'objets longs et minces (surtout végétaux), généralement déjà attachés. - usage particulier avec certains mots précédé de yī exclusivement, peut être traduit par « un grand… » : 一把力气 : une grande force, 一把年纪 : un grand âge, un âge avancé. |
| 班    |       | bān    | baan1       | - pour des moyens de transport, indique l'instance du service régulier (这班飞机 : ce vol d'avion, 一班火车 : un « service de » train, tel que défini par l'horaire et/ou le trajet, c'est-à-dire que cela représente l'occurrence régulière prévue du voyage, et pas le véhicule physique lui-même) - usage spécial avec 倒 dǎo : 8小时三班倒 : trois rotations de 8 heures chacune : les trois-huit. - groupe de personnes (一班老人 : un groupe de personnes âgées, 一班大学生 : une classe d'étudiants, 三班战士 : trois troupes de soldats, etc.) |
| 版    |       | bǎn    | baan2       | <seul> pour indiquer le nombre d'éditions : 三版 : trois éditions (remarque : 第三版 pour « troisième édition ») |
| 瓣    |       | bàn    | baan6/faan6 | « pétale » (de fleur), « quartier » (de fruits), « gousse » (par exemple d'ail) ; fréquent sous la forme 瓣儿 |
| 帮    |       | bāng   | bong1       | - surtout en langue parlée, pour désigner un groupe de personnes (一帮大学生 yì bāng dàxuésheng : un groupe d'étudiants), parfois avec un sens péjoratif : « gang, bande, clique » |
| 包    |       | bāo    | baau1       | « paquet, sac » |
| 抱    |       | bào    | bou6/pou5   | « brassée » : 一抱叶子 yí bào yèzi : une brassée de feuilles d'arbre |
| 杯    |       | bēi    | bui1        | « tasse », « verre », « gobelet » (两杯茶 liǎng bēi chá : deux tasses de thé) |
| 本    |       | běn    | bun2        | - pour les livres (书 shū), cahiers (本子 běnzi), revues et magazines (杂志 zázhì, 画报 huàbào), dictionnaires (词典 cìdiǎn), calendriers (日历 rìlì), agendas (日记 rìjì) - pour les bobines de films : 这部电影有三本 : ce film a trois bobines |
| 筆    | 笔    | bǐ     | bat1        | - sommes d'argent généralement importantes, comme un prêt, ou éléments liés à des sommes d'argent, comme un compte en banque (一笔钱 yi bǐ qián : une somme d'argent) - en usage restreint avec 一, 两 et 几 : pour les œuvres artistiques (peintures, calligraphies, etc.) |
| 步    |       | bù     |             | « pas, mouvement » pour la marche, ou un mouvement dans un jeu comme les échecs ou les dames. |
| 部    |       | bù     | bou6        | - œuvre artistique ou ouvrage dans son ensemble, quand elle est décomposée en sous-parties : - 一部作品 yí bù zuòpǐn : une œuvre littéraire, 一部词典 yí bù cìdiǎn : un dictionnaire, 三部小说 sān bù xiǎoshūo : trois romans, 两部诗集 liǎng bù shījí : deux recueils de poésie - film (电影 diànyǐng ou 片子 piānzi, avec l'idée qu'un film est décomposé en plusieurs bobines), émission de télévision en série ou régulière (那部电视剧 nà bù diànshìjù : cette émission de télé) - certains appareils : ascenseur (电梯 diàntī), téléphone (电话 diànhuà), véhicule (一部车 : une voiture ou un bus) |

#### C
| Trad. | Simp. | Pinyin | Cantonais | Usage principal |
| ----- | ----- | ------ | --------- | --- |
| 册    |       | cè     | chaak3    | volume, exemplaire de livres, monographies, albums de photos, anthologies, etc.                                                                                             |
| 層    | 层    | céng   | chang4    | « couche », « strate » ; « étage » (四层饭馆 sì céng fànguǎn : un bâtiment de restaurant de TROIS étages ; attention, en Chine, le rez-de-chaussée compte comme un étage !) |
| 齣    | 出    | chū    | cheut1    | pour une performance scénique dans sa totalité : une pièce de théâtre, un opéra, un spectacle d'acrobatie…                                                                  |
| 場    | 场    | chǎng  | cheung4   | spectacles publics, jeux et loisirs (一场电影 yī chǎng diànyǐng : une séance de cinéma)                                                                                     |
| 場    | 场    | cháng  | cheung4   | pour les conflits (那场战争 nà cháng zhànzhēng : cette guerre) ou les catastrophes (一场大雨 yī cháng dà yǔ : une pluie torrentielle)                                       |
| 床    |       | chuáng | chong4    | pour une couverture (de lit), un couvre-lit (一床被子 yī chuáng bèizi : une couverture)                                                                                     |
| 次    |       | cì     | chi3      | « nombre de fois » — occasions, accidents |

#### D
| Trad. | Simp. | Pinyin | Cantonais   | Usage principal |
| ----- | ----- | ------ | ----------- | --- |
| 袋儿  |       | dàir   | doi6        | « un sac plein de » quelque chose — peut aussi s'appliquer à un petit sac, une blague à tabac, un sac à main, une poche… (一袋儿面粉 yī dài miànfěn : un sac de farine) |
| 道    |       | dào    | dou3/dou6   | - éléments en forme de ligne (一道缝儿 yī dào fèng'er : une fissure, une crevasse) ou se succédant (三道门 sān dào mén : trois portes, chacune donnant sur la suivante ; 三道菜 sān dào cài : trois plats servis successivement) - problèmes (scolaires) ; projections linéaires (rayons lumineux, etc.) ; ordres donnés par une figure autoritaire |
| 滴    |       | dī     | dik1        | « goutte » d'eau et d'autres liquides (dont larmes) |
| 點    | 点    | diǎn   | dim2        | idées, suggestions, peut aussi signifier « un peu » |
| 頂    | 顶    | dǐng   | deng2/ding2 | objets avec un sommet proéminent (chapeaux, casquette, etc.) ; moustiquaire |
| 棟    | 栋    | dòng   | dung3/dung6 | lit. piliers, utilisé pour les bâtiments |
| 堵    |       | dǔ     | dou2        | mur (一堵墙 yī dǔ qiáng) |
| 段    |       | duàn   | dyun6       | « section », « partie » : d'un câble, d'une route (一段路 : un bout de chemin), d'un texte (一段语 : un paragraphe), etc. |
| 對    | 对    | duì    | deui3       | « couple » — de gens, « paires » (pour certaines choses seulement : boucles d'oreilles, vases) ; distique (suite de deux vers) |
| 頓    | 顿    | dùn    | deun6       | repas (两顿饭 liǎng dùn wǎnfàn : deux repas ; 一顿晚饭 yī dùn wǎnfàn : un dîner) ; querelles entre personnes |
| 朵    |       | duǒ    | do2/deu2    | fleurs ou objets y ressemblant (五朵花儿 wǔ duǒ huār), nuages (那朵云 nà duǒ yún) |

#### E-F
| Trad. | Simp. | Pinyin | Cantonais | Usage principal |
| ----- | ----- | ------ | --------- | --- |
| 份    |       | fèn    | fan6      | - « portion » - « cadeaux » (四份礼品 sì fèn lǐpǐn : quatre cadeaux, présents, souvenirs) - « exemplaire » (三份报纸 sān fèn bàozhǐ : trois exemplaires d'un journal ; 一份“上海日报” yī fèn « shànghǎi rì bào » : un exemplaire du Shanghai Daily) |
| 封    |       | fēng   | fung1     | idée d'objets scellés : lettres, courrier (一封信 yī fēng xìn) ; aussi paquet de biscuit, etc. |
| 幅    |       | fú     | fuk1      | littéralement « laize, lé » : photos, peintures, cartes géographiques, étoffes, etc. mais certainement si l'objet est relativement grand (≈ un lé).                                                                                                 |
| 服    |       | fù     | fuk6      | « dose » — en médecine traditionnelle chinoise (一服汤药 yī fù tāngyào : une dose de tisane) |
| 副    |       | fù     | fu3       | objets qui vont par paire (一副眼镜 ： yī fù yǎnjìng : une paire de lunettes, 三副手套 sān fù shǒutào : trois paires de gants, etc.) ; également pour les spectacles, jeux de cartes, mahjong                                                       |

#### G
| Trad.  | Simp. | Pinyin  | Cantonais | Usage principal |
| ------ | ----- | ------- | --------- | --- |
| 個     | 个    | ge (gè) | go3       | choses individuelles, est généralement utilisé par défaut, lorsque l'on ne connaît pas le bon classificateur. |
| 根     |       | gēn     | gan1      | - objets minces et longs (一根火柴 yī gēn huǒchái : une allumette ; 一根针 yī gēn zhēn : une aiguille ; 四根筷子 sì gēn kuàizi : quatre baguettes, deux paires de baguettes ; pilier ; 一根蜡烛 yī gēn làzhú : une bougie ; bâton d'encens ; etc.) - aliments longs et minces (bananes, gressin, bâtonnets de glaces aromatisées…) - un cheveu, une mèche de cheveux (一根头发 yī gēn tóufā), un sourcil (一根眉毛 yī gēn méimáo) |
| 股     |       | gǔ      | gu2       | - idée de fluide en mouvement : flux d'eau (ruisseau…), d'air, de gaz (一股烟 yī gǔ yān : une traînée de fumée), d'effluves (一股香水 yī gǔ xiāngshuǐ : un effluve, une bouffée de parfum), d'électricité (一股强大电流 yī gǔ qiángdà diǎnliú : un courant électrique puissant) - « brin » (两股毛线 liǎng gǔ máoxiàn : un fil de laine à deux brins, par exemple de couleurs différentes) - force, vigueur (一股自信劲儿 yī gǔ zìxìn jìnr : une vigueur pleine d'assurance) - 一股敌人 yī gǔ dírén : une troupe d'ennemis (guerre) - 一股影响 yī gǔ yǐngxiǎng : une influence, un effet (sur quelque chose) |
| 罐(儿) |       | guàn(r) | gun3      | « pot, bocal, cruche » : 两罐儿果酱 liǎng guànr guǒjiàng : deux pots de confiture ; 一罐啤酒 yí guàn píjiǔ : une cruche de bière |

#### H
| Trad. | Simp. | Pinyin | Cantonais | Usage principal |
| ----- | ----- | ------ | --------- | --- |
| 行    |       | háng   | hong4     | « rangée », ou pour des objets qui forment une ligne (三行树 sān háng shù : trois rangées d'arbres) ; vers en poésie (三行诗句 sān háng shījù : trois vers) |
| 盒    |       | hé     | hap6      | « petite boîte » (一盒火柴 yí hé huǒchái : une boîte d'allumettes) ; cassette                                                                               |
| 户    |       | hù     | wu6       | <seul> « foyer, ménage » (两百户 liǎng bǎi hù : deux cents foyers)                                                                                          |
| 伙    |       | huǒ    | fo2       | classificateur généralement utilisé pour les groupes de personnes comme les gangs ou les truands                                                            |

#### J
| Trad. | Simp. | Pinyin | Cantonais | Usage principal |
| ----- | ----- | ------ | --------- | --- |
| 家    |       | jiā    | ga1       | pour les familles, foyers, entreprises (那家人家 nà jiā rénjiā : cette famille, 四家商店 sì jiā shāngdiàn : quatre magasins) |
| 架    |       | jià    | ga3       | - avions et autres grands véhicules (这架飞机 zhè jià fēijī : cet avion, 一架直升机 yī jià zhíshēngjī : un hélicoptère) - piano (一架钢琴 yī jià gāngqín) - appareils et machines (两架电视机 liǎng jià diànshìjī : deux téléviseurs ; 四架照相机 sì jià zhàoxiàngjī : quatre appareils photos ; 一架电风扇 yī jià diànfēngshàn : un ventilateur électrique)           |
| 間    | 间    | jiān   | gaan1     | chambres (一间卧室 yī jiān wòshì : une chambre à coucher, 一间屋子 yī jiān wūzǐ : une pièce), salons (一间客厅 yī jiān kètīng : un salon), façade (两间门面 liǎng jiān ménmian : deux façades), petites maisons, cabanes (在这间棚子里 zài zhè jiān péngzi lǐ : dans cette cabane)                                                                                     |
| 件    |       | jiàn   | gin6      | - vêtements (一件大衣 yī jiàn dàyī : un manteau), - bagages (一件行李 yī jiàn xíngli : un bagage), - problème, affaire, accident (三件事情 sān jiàn shìqing : trois affaires, 那件事 nà jiàn shì : cet accident) |
| 節    | 节    | jié    | jit3      | - « section, tronçon » (五节竹子 wǔ jié zhúzi : cinq sections de bambou, 三节管子 sān jié guǎnzi : trois tubes). - avec les choses qui forment une partition d'un tout (三节车厢 sān jié chēxiāng : trois compartiments de train ; 两节课 liǎng jié kè : deux cours)                                                                                                   |
| 屆    | 届    | jiè    | gaai3     | « session, promotion » : pour réunions (八届全会 bā jiè quánhuì : huit sessions plénières), rencontres régulières, élections… |
| 句    |       | jù     | geui3     | - <seul> « phrase, mot (langue parlée) » (他说几句 : il dit quelques mots) - pour certains éléments du langage : phrases, vers (三句诗 sān jù shī : trois vers), etc. - dans le contexte d'un moment ponctuel, équivaut à 点 (六句钟 = 六点钟 : six heures, à l'horloge) ; dans le contexte d'une durée, équivaut à 个 (三句钟头 = 三个钟头 : trois heures, en durée). |

#### K
| Trad. | Simp. | Pinyin | Cantonais | Usage principal |
| ----- | ----- | ------ | --------- | --- |
| 棵    |       | kē     | po1       | arbres (一棵树 yī kē shù : un arbre) et autres végétaux (dont surtout les choux ; 两棵大白菜 liǎng kē dàbáicài : deux choux chinois ; 几棵卷心菜 jǐ kē juǎnxīncài : quelques brocolis) |
| 顆    | 颗    | kē     | fo2       | - pour tous les petits objets sphériques ou ressemblants à une graine (三颗珍珠 sān kē zhēnzhū : trois perles ; 三十二颗牙 sān shí èr kē yá : trente-deux dents ; 两颗金刚石 liǎng kē jīngāngshí : deux diamants ; 两颗黄豆 liǎng kē huángdòu : deux grains de soja ; 一颗种子 yī kē zhǒngzi : une graine de semence ; etc.) - cœur (两颗心脏 liǎng kē xīnzàng : deux cœurs) - étoiles lointaines et planètes, vues comme des petits grains dans le ciel (两颗星星 liǎng kē xīngxīng : deux étoiles) |
| 課    | 课    | kè     | fo3       | <seul> « leçon » (第三课 : la troisième leçon) |
| 口    |       | kǒu    | hau2      | villageois, membres de la famille ; puits (一口井 yī kǒu jǐng) ; « gorgée » (一口茶 yi1 kou3 cha2 : une gorgée de thé) |
| 塊    | 块    | kuài   | faai3     | « morceaux », terrains, pierres, etc. ; cake, pain (pas les tranches) ; montres (表 biǎo, 手表 shǒubiǎo) ; cf. aussi « Unités réelles » |

#### L
| Trad. | Simp. | Pinyin | Cantonais | Usage principal |
| ----- | ----- | ------ | --------- | --- |
| 類    | 类    | lèi    | leui6     | objets de la même nature, semblables |
| 粒    |       | lì     | lap1      | « grain » : pour les céréales (riz, blé…), les petits fruits (raisin, longanes…) mais aussi plus généralement pour les objets petits ressemblants à des grains : cartouches, gélules, pilules, bonbons… |
| 兩    | 两    | liǎng  | leung5    | « portion de 50 grammes » (三两饺子 sān liǎng jiǎozi : 150 g de raviolis chinois ; remarque : « deux portions » se dit « 二两 », et pas « 两两 »)                                                       |
| 輛    | 辆    | liàng  | leung2    | véhicules (mots construits avec 车 chē) : automobile, bicyclette, locomotive, train, charrette, etc. |
| 列    |       | liè    | lit6      | pour des objets composés d'éléments alignés, à la queue-leu-leu : trains (一列火车 : un train) |

#### M
| Trad. | Simp. | Pinyin | Cantonais | Usage principal |
| ----- | ----- | ------ | --------- | --- |
| 枚    |       | méi    | mui4      | - <littéraire> pour des petites choses ayant généralement une valeur attitrée : médailles, timbres, bagues ou broches, pièces d'un jeu de dames… - armes : missiles, roquettes, grenades…                                                                                        |
| 門    | 门    | mén    | mun4      | - canons, pièces d'artillerie - membre de la famille ; mariage - éléments liés au savoir ou aux hautes études (课 kè : cours, 技术 jìshù : technologie, 科学 kēxué : science, 化学 huàxué : la chimie, 教学 jiàoxué : l'enseignement, 外语 wàiyǔ : les langues étrangères, etc.) |
| 面    |       | miàn   | min6      | objets ayant une surface plate et lisse (miroir, drapeau, tambour, mur, etc.) |
| 名    |       | míng   | ming4     | personnes de rang social élevé (famille royale, médecins, avocats, acteurs/actrices, politiciens, etc.) et personnes traitées avec respect (travailleurs, clients, spectateurs, enseignants, policiers, etc.)                                                                    |

#### P
| Trad. | Simp. | Pinyin | Cantonais | Usage principal |
| ----- | ----- | ------ | --------- | --- |
| 排    |       | pái    | paai4     | « alignement horizontal de » : objets quand ils sont regroupés en lignes, mais seulement horizontales (chaises, maisons, policiers, arbres, dents bien droites, etc.) |
| 盤    | 盘    | pán    | pun4      | objects plats (cassettes vidéo, etc.) |
| 批    |       | pī     | pai1      | gens, biens de consommation, etc. (一批货物 Yī pī huòwù : un lot de marchandises)                                                                                     |
| 匹    |       | pǐ     | pai1      | chevaux et autres montures, rouleaux de tissus |
| 篇    |       | piān   | pin1      | éditoriaux, articles, etc. |
| 片    |       | piàn   | pin3      | « tranches » — objets plats, cartes, tranches de pain, etc. |
| 瓶    |       | píng   | ping4     | « bouteille » ou « pot » de liquide |

#### Q
| Trad. | Simp. | Pinyin | Cantonais | Usage principal          |
| ----- | ----- | ------ | --------- | ------------------------ |
| 期    |       | qī     | kei4      | magazines                |
| 群    |       | qún    | kwan4     | « groupe », « troupeau » |

#### S
| Trad. | Simp. | Pinyin | Cantonais | Usage principal |
| ----- | ----- | ------ | --------- | --- |
| 扇    |       | shàn   | sin3      | portes, fenêtres (dans le sens d'un « battant de »).                                                                                               |
| 首    |       | shǒu   | sau2      | chansons, poèmes, musiques, etc. |
| 束    |       | shù    | chuk1     | <littéraire> « fagot » : pour des choses de même sorte serrées et liées ensemble                                                                   |
| 雙    | 双    | shuāng | seung1    | objets par paires (一雙筷子 yī shuāng kuàizi : une paire de baguettes)                                                                             |
| 艘    |       | sōu    | sau2      | bateaux motorisés de taille conséquente (两艘军舰 liǎng sōu jūnjiàn : deux navires de guerre). Utiliser 只 zhī ou 条 tiáo si pas de grande taille. |
| 所    |       | suǒ    | so2       | bâtiments |

#### T
| Trad. | Simp. | Pinyin | Cantonais | Usage principal |
| ----- | ----- | ------ | --------- | --- |
| 台    |       | tái    | toi4      | objets lourds (TV, ordinateurs, voitures, etc.) et performances scéniques (théâtre, etc.)                                                         |
| 堂    |       | táng   | tong4     | périodes d'enseignement |
| 趟    |       | tàng   | tong3     | transports organisés |
| 套    |       | tào    | tou3      | « ensemble » — livres, magazines, vêtements, maisons, appartements (一套房子 yī tào fángzǐ : une maison /一套公寓 yī tào gōngyù : un appartement) |
| 題    | 题    | tí     | tai4      | classificateur pour les questions |
| 條    | 条    | tiáo   | tiu4      | objets/animaux longs, fins et flexibles (chien, poisson, serpent, pantalon, jambe, rivière, route, etc.)                                          |
| 頭    | 头    | tóu    | tau4      | « tête de bétail » pour certains animaux (cochons, vaches, etc.), cheveux                                                                         |
| 團    | 团    | tuán   | tyun4     | objets ronds et blessants |

#### W-X-Y
| Trad. | Simp. | Pinyin | Cantonais | Usage principal                                                                            |
| ----- | ----- | ------ | --------- | ------------------------------------------------------------------------------------------ |
| 位    |       | wèi    | wai2      | classificateur de politesse pour les personnes (père, mère, médecin, professeur, policier) |
| 箱    |       | xiāng  | seung1    | caisse                                                                                     |
| 項    | 项    | xiàng  | hong6     | projets                                                                                    |
| 樣    | 样    | yàng   | yeung6    | classificateur général pour attributs différents                                           |
| 頁    | 页    | yè     | yip6      | classificateur des pages, des livres                                                       |

#### Z
| Trad. | Simp. | Pinyin | Cantonais  | Usage principal |
| ----- | ----- | ------ | ---------- | --- |
| 扎    |       | zhā    | jaat3/jat1 | « verre » de boisson telle que la bière, le soda, les jus (mot récent d'origine anglaise, pouvant être considéré comme argotique) ; en cantonais, ce classificateur est utilisé à la place de shù (束). |
| 盞    | 盏    | zhǎn   | jaan2      | source de lumière (généralement lampes), théière, etc. |
| 張    | 张    | zhāng  | jeung1     | - objets plats ou avec une surface plate : feuilles de papier, formulaires, cartes routières ou à jouer, diplômes (le document), tables, lits (一张床 yī zhāng chuáng - un lit), sofas, matelas, disques (CD, vinyles), dessins, peintures, photos (les objets), tickets, peaux non encore transformées en vêtement (一张皮 yī zhāng pí : une peau de bête), pansements, etc. - visages (脸 liǎn), bouches (嘴 zuǐ) : acceptent 个 (ge) aussi - arc (qui tire des flèches) : 两张弓 - deux arcs - filet (de pêche), charrue (de paysan) |
| 陣    | 阵    | zhèn   | jan6       | événements de courte durée |
| 支    |       | zhī    | ji1        | - (pour cet usage, similaire à 枝 zhī) « tige » : objets en forme de bâtonnets : stylos, baguettes (pour manger), fusils, etc. - chansons, mélodies, marches militaires (一支歌 yī zhī gē : une chanson). Voir aussi classificateur 首 shǒu. - pour les troupes armées, les soldats, les « forces en présence » (一支革命军队 yī zhī gémìng jūnduì : une armée révolutionnaire) - Peut aussi servir pour « balle » ou « ballon »[réf. nécessaire]                                                                                       |
| 隻    | 只    | zhī    | jek3       | - un élément d'une paire d'objets qui vont normalement par paire : un bras, une main, une oreille, un œil, une aile d'avion, une chaussure, une chaussette, etc. - animaux à pattes, insectes (oiseaux, chats, chiens, araignées, etc.). Pour les animaux sans pattes (vers de terre, serpents…) et poissons : voir 条 tiáo. - pour les bateaux, quelle que soit leur taille. Voir aussi classificateurs 艘 sōu et 条 tiáo. |
| 枝    |       | zhī    | ji1        | - (pour cet usage, similaire à 支 zhī) « tige » : objets en forme de bâtonnets : stylos, baguettes (pour manger), fusils, etc. - pour une tige ou branche de plante, avec feuilles et fleur : 一枝玫瑰 yī zhī méiguī : une rose (en tige) |
| 種    | 种    | zhǒng  | jung2      | « genre », « type » ou « sorte » d'objets (那种茶很好喝 : cette variété de thé est très bonne) |
| 組    | 组    | zǔ     | jou2       | ensembles, lignes, séries, batteries |
| 座    |       | zuò    | jo6        | grandes structures architecturales, naturelles ou autres. Moyen mnémotechnique : 座 (zuò) signifie « assis », « assise », « base ». Les structures utilisant ce classificateur ont une bonne assise/base : 那座村庄 nà zuò cūnzhuāng : ce village là ; 一座大桥 yí zuò dà qiáo : un grand pont ; 几座庙 jǐ zuò miào : quelques temples ; 一座山 yí zuò shān : une montagne ; 一座商店 yí zuò shāngdiàn : un magasin ; 一座房子 yī zuò fángzǐ : une maison, etc.                                                                         |

## Classificateurs verbaux
| Trad. | Simp. | Pinyin | Cantonais   | Usage principal |
| ----- | ----- | ------ | ----------- | --- |
| 遍    |       | biàn   | bin3/pin3   | le nombre de fois qu'une action a été effectuée dans sa totalité, du début à la fin : 我看了两遍这本书 wǒ kàn le liǎng biàn zhè běn shū : j'ai lu ce livre deux fois en entier. |
| 場    | 场    | chǎng  | cheung4     | la durée d'un évènement intervenant dans le contexte d'un autre évènement |
| 次    |       | cì     | chi3        | « fois » ; contrairement à 遍 biàn, 次 cì renvoie au nombre d'occurrences de l'action indépendamment du fait que chaque occurrence de l'action ait été terminée ou non. 我看了两次这本书 wǒ kàn le liǎng cì zhè běn shū : « j'ai lu ce livre deux fois », ou plus précisément : « par deux fois, j'ai lu ce livre ».                                                                                                   |
| 頓    | 顿    | dùn    | deun6       | - actions sans répétition - pour la prise de repas (peut aussi être vu comme un classificateur nominal) : 他吃一天三顿饭 tā chī yì tiān sān dùn fàn : il mange trois repas par jour. - spécialement avec 一 yí : avec les verbes contenant une action d'injures, de reproches, de disputes, de bagarres, de critiques, de conseils ou de persuasion : 你说了他一顿 nǐ shuō le tā yī dùn : tu lui a parlé avec rudesse. |
| 回    |       | huí    | wui4        | occurrences (usage familier), synonyme de 次 cì, parfois de 遍 biàn. |
| 聲    | 声    | shēng  | seng1/sing1 | cris, pleurs, etc. |
| 趟    |       | tàng   | tong3       | voyages, visites, etc. |
| 下    |       | xià    | ha5/ha6     | - actions brèves et (souvent) soudaines (usage plus fréquent en cantonais que dans les dialectes du nord) - spécialement avec 一 yí : adoucit l'action du verbe, ou réduit sa durée (看一下kàn yí xià : jeter un coup d'œil, équivaut à 看看 kànkàn) |

## Classificateurs informels
Dans certains dialectes chinois, 倆 (liǎ) est parfois utilisé à la place de 两个 (兩個) « liǎng ge », devenant de fait un classificateur signifiant « deux de (éléments de nature générale) ». De même que pour 仨 (sā), « trois de (éléments de nature générale) ».

## Exemples
code des couleursLes classificateurs figurent en vert et les classifiés en pourpre.
- 去年我騎了一匹馬。(去年我骑了一匹马, qùnián wǒ qí le yì pǐ mǎ)
  - L'année dernière, j'ai chevauché un cheval.
- 這臺電視看了一次就壞了。(这台电视看了一次就坏了, zhè tái diànshì kàn le yí cì jiù huài le)
  - Cette télévision est tombée en panne dès la première fois.
- 我訂了這兩班車。(我订了这两班车, wǒ dìng le zhè liǎng bān chē)
  - J'ai réservé (des tickets) pour ces deux bus.
- 下完這陣雨我才會爬那座山。(下完这阵雨我才会爬那座山, xià wán zhè zhènyǔ wǒ cái huì pá nà zuò shān)
  - Ce n'est qu'après que cette averse sera passée que j'escaladerai cette montagne.
- 一根頭髮。(一根头发, yì gēn tóufà)
  - Une mèche de cheveux.
- 五分(鐘)。(五分(钟), wǔ fēn zhōng)
  - Cinq minutes (durée).
- 十天(時間)。(十天(时间), shí tiān shíjiān)
  - Dix jours (durée).
- 一百頭牛。(一百头牛, yì bǎi tóu niú)
  - Cent bœufs, une centaine de têtes de bétail.
- 一個蘋果。(一个苹果, yí gè píngguǒ)
  - Une pomme.
- 一斤蘋果。(一斤苹果, yì jīn píngguǒ)
  - Une livre de pommes.
- 一些蘋果。(一些苹果, yìxiē píngguǒ)
  - Un certain nombre de pommes, un ensemble de pommes.